# Альмонасід-де-ла-Сьєрра
Альмонасід-де-ла-Сьєрра (ісп. Almonacid de la Sierra) — муніципалітет в Іспанії, у складі автономної спільноти Арагон, у провінції Сарагоса. Населення — 790 осіб (2010).
Муніципалітет розташований на відстані близько 230 км на північний схід від Мадрида, 46 км на південний захід від Сарагоси.

## Демографія
Динаміка населення (INE ):